# Frankenstein (pièce de théâtre)
Pour les articles homonymes, voir Frankenstein.
Frankenstein est une pièce de théâtre britannique adaptée par Nick Dear du roman éponyme de Mary Shelley (1818), et mise en scène en 2011 au Royal National Theatre par Danny Boyle.

## Production
Présentée pour la première fois au Royal National Theatre le 5 février 2011, la pièce de Nick Dear est mise en scène par Danny Boyle avec les acteurs Benedict Cumberbatch et Jonny Lee Miller comme personnages principaux, alternant chaque soir les rôles de Victor Frankenstein et de La Créature. Elle est jouée jusqu'au 2 mai 2011.
Les 17 et 24 mars 2011, la pièce a été diffusée en direct dans de nombreux cinémas autour du monde sous le label National Theatre Live. Devant le succès de la pièce, une nouvelle projection sera organisée à partir du mois de juin 2012.

## Distribution
- Benedict Cumberbatch : Victor Frankenstein / La Creature
- Jonny Lee Miller : Victor Frankenstein / La Créature
- Ella Smith : Gretel, une prostituée
- John Killoran : Gustav, un mendiant
- Steven Elliott : Klaus, un mendiant
- Karl Johnson : De Lacey, un étudiant aveugle
- Daniel Millar : Felix, son fils
- Lizzie Winkler : Agatha, femme de Felix
- Andreea Padurariu : La Créature femelle
- Haydon Downing/William Nye/Jared Richard : William Frankenstein, jeune frère de Victor
- George Harris : Mr Frankenstein, père de Victor
- Naomie Harris : Elizabeth Lavenza, fiancée de Victor

## Bande originale
Pour la musique et le son de la pièce, Danny Boyle a fait appel au groupe Underworld, qui avait déjà travaillé avec Boyle pour Sunshine. La bande originale a été éditée en CD et en contenu numérique le 17 mars 2011.

## Adaptation québécoise

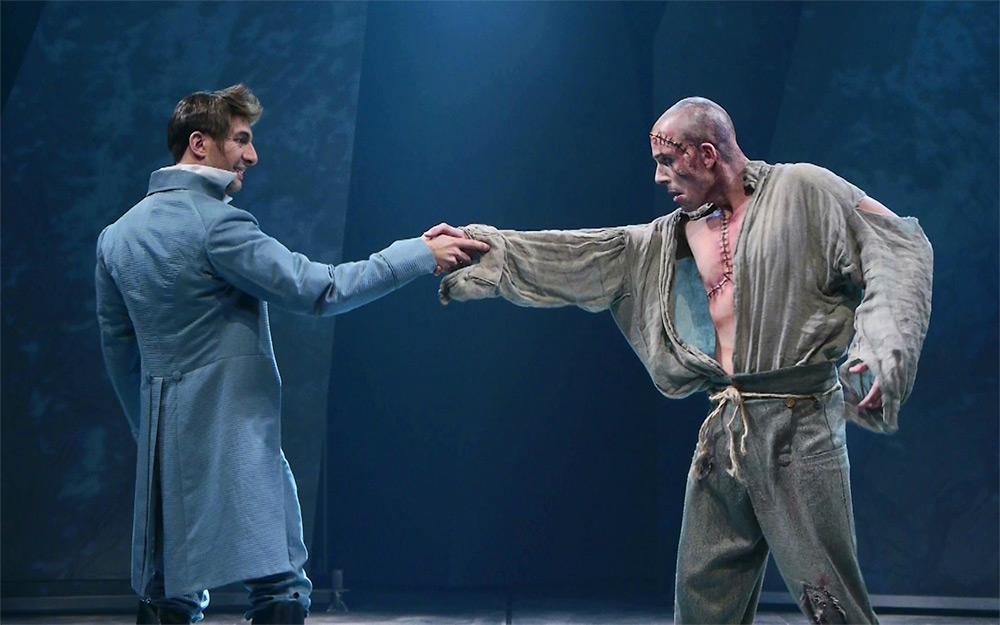
Frankenstein au Théâtre du Trident - Christian Michaud (Victor Frankenstein) et Étienne Pilon (La Créature)

## Production
La première francophone de la pièce de Nick Dear (d’après le roman de Mary Shelley) traduite par Maryse Warda et mise en scène par Jean Leclerc a lieu dans la ville de Québec au Théâtre du Trident du 15 janvier au 9 février 2013. Les deux comédiens principaux,  Christian Michaud et  Étienne Pilon alternent d'une représentation à l'autre les rôles de Victor Frankenstein et de la Créature. La pièce est ensuite présentée du 13 mars au 12 avril 2013 au Théâtre Denise-Pelletier à Montréal.

## Distribution
- Danièle Belley : Créature féminine
- Jean-Jacqui Boutet : Ewan et Gustav
- Pierre Chagnon : Mr. Frankenstein et Klaus
- Pierre Collin : De Lacey
- Catherine Hughes : Elizabeth Lavenza, fiancée de Victor
- Linda Laplante : Gretel et Clarice
- Eliot Laprise : Felix De Lacey
- Christian Michaud: Victor Frankenstein / La Créature
- Étienne Pilon: Victor Frankenstein / La Créature
- Meggie Proulx Lapierre : William Frankenstein
- Éva Saïda : Agatha
- Nicola-Frank Vachon : Rab

## Conception
- Scénographie : Michel Gauthier
- Costumes : Luce Pelletier
- Éclairages : Sonoyo Nishikawa
- Musique : Paul Baillargeon
- Chorégraphies : Lydia Wagerer
- Maquillages : Élène Pearson
- Images : David Leclerc
- Accessoires : Jeanne Lapierre